# Mopsuèstia
Mopsuèstia (grec antic: Μόψου ἑστία o Μοψουεστία; grec medieval: Mamista, Manistra; siríac: Masista; armeni: Msis, Mises o Mam(u)estia; àrab: المَصّيصة, al-Maṣṣīṣa; turc otomà: Missis; francès antic: Mamistra) fou una gran ciutat de l'Imperi Romà a la part oriental de Cilícia a la riba del riu Piramos (Pyramus), prop de la costa a una plana anomenada Ἀλήιον πεδίον, al camí de Tars a Issos. Fou una fortalesa i era ciutat en temps de Plini el vell que diu que era ciutat lliure. Els àrabs li van dir al-Massissa. A l'edat mitjana el nom va derivar en Mamista o Mamistra i més tard Messis, Mensis o Missis. Fou la moderna Misis, que abans de 1970 va canviar el seu nom a Yakapınar.

## Història

### Història antiga
Existia ja sota els selèucides quan va portar el nom de Selèucia del Pyramos (grec antic: Σελεύκεια προς τον Πύραμο; llatí: Seleucia ad Pyramum) però va quedar quasi abandona després de la conquesta romana el 64 aC si bé es devia repoblar aviat. Plini el Vell l'esment com a ciutat lliure amb el nom de Mopsos però el nom més habitual era Mopsuestia, que li dona entre altres Esteve de Bizanci i els geògrafs cristians. Les inscripcions mostren que va agafar el nom d'Adriana (Hadriana) sota l'emperador Hadrià (després del 115), Dècia (Decia) sota l'emperador Deci, i el nom d'altres emperadors. Constanci II hi va construir un pont sobre el Pyramos més tard reconstruït per Justinià I. El cristianisme hi fou introduït aviat i al segle iii ja s'esmenta un bisbe de nom Teodor, adversari de Pau de Samòsata. Hi van residir sant Auxenci (mort el 360) i el bisbe Teodor de Mopsuèstia (392-428) mestre de Nestori.

### Període àrab
Els àrabs van conquerir diverses viles a la província d'Armènia Quarta (Melitene) però no van ser poblades ni fortificades a causa de les incursions dels mardaïtes. Algunes fonts àrabs diuen que Abu Ubayda es va apoderar de la ciutat, que van anomenar al-Massisa, així com de Tars; altres fonts diuen que el conqueridor fou Maysara ibn Masruk, lloctinent d'Anu Ubayda, que hauria arribat fins a Zanda (637). Heracli (610-641), davant el perill dels musulmans, va despoblar la regió entre Antioquia de l'Orontes i Mopsuèstia per crear una zona buida fins a Tars. Muàwiya I en la campanya d'Amòrion (Ammuriyya) el 645/646 va trobar ja buida la zona; el 651/652, després de la retirada de Darawliyya (Dorilèon a la regió de Frígia) va fer destruir totes les fortaleses gregues fins a Antioquia de l'Orontes. Durant la revolta de Síria contra el califa Abd-al-Màlik ibn Marwan (685–705), Constantí IV Pogonatos (668-685) va atacar la ciutat el 684 i la va ocupar. Yahya ibn al-Hakam va marxar el 696 contra Mardj al-Shahm, la planta entre Malatya (Melitene) i al-Massisa. A la campanya de l'estiu del 703, Abd Allah ibn Abd al-Malik ibn Marwan, va recuperar Mopsuèstia i va reconstruir la ciutadella i el 704 hi va establir una guarnició que va incloure 300 homes de xoc; a un turó proper es va construir una mesquita; una església cristiana va esdevenir magatzem. En els anys següents a l'hivern hi vivien fins a 1500 o 2000 soldats. Abd Allah hauria mort a Mopsuèstia o al-Massisa el 715 segons Miquel el Sirià. El 704 Yazif ibn Djubayr va marxar contra Sis, però fou rebutjat pel príncep Heracli, germà de l'emperador Tiberi III.
Úmar ibn Abd-al-Aziz (717–720) volia destruir totes les fortificacions de la zona, però la seva mort ho va impedir; hi va fer una nova mesquita. Hixam ibn Abd-al-Màlik (724–743) va construir un raval (al-Rabad) i Marwan II ibn Muhàmmad (744–750) el barri d'al-Khusus a l'est del riu i va fer construir un mur. El pont de Djisr al-Walid hauria estat obra d'al-Walid II ibn Yazid (743-744) i connectava al-Massisa amb Adana (fou restaurat el 840). Entre el 743 i el 744 es van establir a la regió els zutt o zott, antecedents dels gitanos, que eren indis amb els seus ramats, els quals des del 670 havien estat instal·lats a la regió de Bàssora i que a causa dels problemes que provocaven en aquesta zona, foren portats a Cilícia per ser utilitzats en la cacera dels lleons que infestaven la regió del Djabal al-Lukkam en aquella època.
El primer abbàssida va augmentar la guarnició de la població en 400 homes. El 757/758 es van reparar les muralles damnades en un terratrèmol l'any anterior, i es van instal·lar 8000 colons. Al-Baladhuri l'esmenta llavors amb el nom de Mamura. Es va construir una nova mesquita sobre un antic temple pagà. Sota al-Mansur la guarnició regular va pujar a 1.000 homes. Miquel el Sirià esment un arquebisbe de nom Job vers el 800. Harun ar-Raixid va construir el raval de Kafarbayya i va restaurar les muralles, però el 803 un terratrèmol va devastar la població i el 804 els romans d'Orient van envair la zona i la d'Ayn Zarba i es van emportar presoners als habitants de Tars. Harun ar-Raixid els va atacar i els va obligar a retirar-se. Segons al-Tabari i Ibn al-Athir, el 806 els romans d'Orient van tornar a Ayn Zarba i van arribar a Kanisat però a la tornada foren atacats per la gent de Mopsuèstia que els va arrabassar tot el botí. Un fet similar l'esmenten els cronistes romans d'Orient que diuen que Fadl ibn Dinar s'emportava 500 presoners romans d'Orient que foren rescatats per la gent de Mopsuèstia, i ho situen el 771/772; com que en aquesta data la ciutat era musulmana, els fets estarien almenys mal datats i el relat àrab tindria més crèdit, ni que fossin fets diferents.
El 811 tornà a ser destruïda per un terratrèmol. Al-Mamun va passar per la ciutat i per Tars el març del 830 en la campanya contra l'Imperi Romà d'Orient; en revenja l'emperador Teòfil va atacar les dues ciutats i va fer 2000 presoners. Teòfil va fer l'expedició de Zibatra el 837 i va vèncer a la guarnició de Mopsuèstia. Al-Mútassim va atacar el 838 Amòrion amb les tropes d'al-Massisa manades pel general Bashir.
El 859 fou destruïda novament per un terratrèmol que va afectar tota la regió. Al-Mutamid va sortir d'al-Massisa el 900 i va tornar a Antioquia, Alep i Rakka. El 904/905 el grec Andrònic va marxar contra Marash i els soldats de Mopsuèstia i Tars li van sortir a l'encontre manats per Abu l-Ridjal ibn Abi Bakkar, que fou derrotat i mort. El 955/956 delegats de Tars, Adana i Massisa van acompanyar a un ambaixador grec que va signar amb l'hamdànida Sayf al-Dawla d'Alep un tractat de treva. Represa la guerra el 959, Sayf al-Dawla fou derrotat per Lleó Focas el 960 al congost de Küčük. Sayf al-Dawla va passar per al-Massisa per tornar a Alep.

### Domini romà d'Orient
L'emperador Nicèfor II es va apoderar el 963 de Tars i els habitants van fugir a al-Massisa que fou atacada pel domèstic Joan Tsimiscés (Yanis ibn al-Shimishkik al-Dumistik) que la va assetjar uns dies sense èxit, i mancat de queviures es va retirar, incendiant la vila veïna d'al-Mallun a la desembocadura del riu. L'emperador va tornar a la regió el novembre del 964 i va assetjar al-Massisa durant més de 50 dies, però mancat de queviures, el fred de l'hivern el va fer retirar a Cesarea. Finalment Joan Tsimiscés (armeni Kiur Žan) la va ocupar el 13 de juliol del 965; els habitants la van incendiar i van fugir a la veïna barriada de Kafarbayya a l'altre costat del riu; després d'un combat al pont els grecs van ocupar també la barriada i van fer presoners als habitants, que es diu que eren uns 200.000 (potser realment vint mil), que foren portats a les portes de Tars que estava assetjant Lleó, germà de l'emperador; els habitants de Tars espantats, es van rendir. Les portes de Tars i Massisa foren portades com a trofeu a Constantinoble.
Va restar un segle en mans dels romans d'Orient. Basili II hi va viure sis mesos (entre Mopsuèstia i Tars) abans d'anar a Armènia després de la mort (31 de març del 1000) del curopalata David de Taik, per rebre el seu domini en herència com s'havia pactat. El 1042 l'emperador Constantí IX Monòmac va enviar com a governador de Cilícia al príncep armeni Aplgharib, fill de Hasan i net Gagik de la casa dels Arzerunis. El 1071 la batalla de Mantziciert va deixar aïllada la regió. El 1085 Mopsuèstia estava en mans de Filàret Bracami, que se suposa que tenia el títol de curopalata (de sebast segons Miquel el Sirià) abraçant les terres de Tars a Malatya, Urfa i Antioquia de l'Orontes, però en els cinc anys següents els seljúcides van ocupar Tars, Mopsuèstia, Ayn Zarba i altres poblacions de Cilícia. Al setembre de 1097 Mopsuèstia fou assetjada durant un dia i ocupada a l'assalt pels croats manats per Tancred d'Hauteville al que havia convidat a aquesta expedició el príncep Oshin III de Lambron; els habitants foren massacrats i es va fer un gran botí. El comte Balduí de Boulogne que s'havia barallat amb Tancred, el va seguir amb el cap de la flota Guinemar de Boulogne i va establir el campament en un part prop del riu; d'allí Guinemar va marxar amb la flota cap al-Ladhikiyya i Balduí va enfrontar a Tancred que el va derrotar; Balduí va seguir cap a l'est. Tancred va dictar unes lleis als habitants de Mopsuèstia i va seguir a Balduí. El general romà d'Orient Tatikios, que anava amb l'exèrcit croat per prendre possessió de les conquestes per l'emperador (tal com s'havia pactat), va abandonar a Tancred el febrer del 1098 i va cedir a Bohemon les ciutats de Tursol (Tars), Mamistra (Mopsuèstia) i Addena (Adana) de les que Bohemon no es va fer càrrec fins a l'agost quan va entrar a Tars, Ayn Zarba i al-Massisa. Però per les negociacions que van seguir les viles van retornar a l'Imperi Romà d'Orient.

### Els croats
Tancred d'Hauteville va ocupar Mopsuèstia (Massisa) el 1101 (s'esmenta l'arquebisbe Bartolome) però el 1103 la va haver d'entregar (junt amb Tars, Adana i Ayn Zarba, a Bohemon I d'Antioquia que havia tornat del seu cautiveri a mans de l'emir Danishmend. El 1104 el general romà d'Orient Monastras es va apoderar de Longinias (Ayn Zarba o al costat), Tars, Adana i Mamista (error per Mopsuèstia/Mamistra). El 1107 Tancret d'Hauteville la va conquerir al general romano-armeni Aspietes. El tractat entre l'emperador Aleix I Comnè i Bohemon el setembre de 1108 va acordar finalment la ciutat al príncep d'Antioquia; una de les parts de la ciutat (a un o l'altre costat del riu) estava en ruïnes i sembla que era Kafarbayya. Joscelí de Courtenay i Balduí del Bourg es van aliar a Vasil Kogh de Kaysum en contra de Trancred i van rebre 800 homes del seu aliat, disposant també d'un contingent de petxenegs que havien estat de guarnició a Mopsuèstia/Mamistra pels romans d'Orient.
A l'època dels croats, Mamistra fou separada de la província eclesiàstica d'Anazarbe i erigida en metròpoli autocèfala. Isaac, germà de l'emperador Joan II Comnè, va anar a la cort del rei Levon o Lleó I d'Armènia Menor, que va casar a dos fills amb dos fills d'Isaac i els va donar en dot les viles de Msis i d'Adana, que no és clar com les havia adquirit. L'entesa no fou duradora i havent-se barallat amb els seus gendres, el 1132/1133 el rei armeni va ocupar Mamistra (Cinnamos i Simbaci Sparapet diuen expressament que la va conquerir als grecs) i Adana. Isaac i els seus fills van haver de fugir a territori del sultà seljúcida Masud ibn Muhammad. En aquest temps els armenis anomenaven a la ciutat Msis o Mises (Mamestia o Mamuestia). El 1136/1137 Msis va caure per traïció en mans de Ramon de Poitiers i Lleó I, presoner, va haver de renunciar al cap de dos mesos a la ciutat, a Adana i a Sarvantikar (Sawuran Kale?) per poder recuperar la llibertat. Però no va trigar gaires mesos a recuperar-les. Mentre l'emperador Joan II Comnè, germà d'Isaac, es va venjar de Lleó I i va enviar un contingent que va ocupar Tars, Adana i Mopsuèstia i va fer presoner a Lleó I, la seva dona, i els seus fills, que foren portats presoners a Constantinoble on el rei degué morir. Joan II va donar el govern de Cilícia a Coloman, fill de Boris i net del rei Coloman d'Hongria. A la mort de Joan II el 8 d'abril de 1143 a la plana de Mardj al-Dibadj, el va succeir el seu fill Manuel I Comnè que va fer portar el cadàver del seu pare a Mopsuèstia i el va fer baixar a la mar pel Pyramos sent embarcat fins a Constantinoble.

### Regne de la Petita Armènia
El 1144 Msis/Mamistra/Mopsuèstia, com altres poblacions de Cilícia i Síria, fou destruïda per un nou terratrèmol. El 1151 Thoros, fill de Lleó I d'Armènia, després de fugir de Constantinoble, va expulsar els romans d'Orient d'algunes zones i es va apoderar de Msis i de T'iln (Tall Hamdun) fent presoner al general romà d'Orient Tomàs. El 1152 els romans d'Orient van enviar un exèrcit manat pel general Andrònic Comnè amb 12.000 cavallers rebent el càrrec de prefecte de Tars i Mopsuèstia. Andrònic que conforme a la política romana d'Orient no reconeixia a Thoros com a rei de la Petita Armènia, va atacar Msis, però fou sorprès per una sortida dels armenis i fou posat en fuita amb el seu poderós exèrcit. Thoros es va apoderar de tots els aprovisionaments romans d'Orient i material de guerra, amb el qual en els mesos següents es va apoderar de quasi tota Cilícia. L'emperador, sense capacitat per enviar més forces, va demanar ajut al sultà de Rum (capital Konya) Izz al-Din Kilidj Arslan II. El 1153 el sultà es va dirigir a Armènia Menor però va rebre la submissió (nominal) de Thoros que va acceptar la restitució d'alguns territoris als romans d'Orient, i es va conformar amb això; el 1156 el sultà, a instàncies de l'emperador, va tornar a la zona i va atacar Msis, Ayn Zarba i T'iln Hamtunou (Tall Hamdun), però fou rebutjat en totes tres i es va haver de retirar després de patir fortes pèrdues.
El 1159 l'emperador Manuel I Comnè (1143-1180) va anar en persona a Cilícia, amb un exèrcit, en ajut dels croats. Thoros es va retirar prudentment cap a Vahka en una regió muntanyosa i poc accessible i els romans d'Orient van entrar a Mopsuèstia (inicis de novembre) sense adoptar cap mesura hostil contra els habitants; el campament imperial es va establir a la plana propera de Mardj al-Dibadj (Pratum Palliorum als texts croats) i allí van anar els prínceps francs a retre-li homenatge. Thoros va saber reconciliar-se hàbilment amb l'emperador i fou nomenat sebast de Msis, Anazarbe i Vahka a canvi de reconèixer la sobirania romana d'Orient i renunciar a diverses viles de Cilícia; el seu germà Mleh, que va provar de matar-lo en una cacera entre Mopsuèstia i Adana, fou expulsat del país i va rebre de Nur al-Din Mahmud, l'atabeg zengita, el feu de Kurus (Kyrrhos). Però a la mort de Thoros el 1168/1169, el seu germà Mleh (conegut en àrab com Malih ibn Lawun al-Armani) el va succeir regnant inicialment només sobre la regió dels congosts (Bilad al-Durub) però el 1171, amb suport de Nur al-Din, va atacar prop de Mamistra/Mopsuèstia al comte Esteve de Blois i li va arrabassar la possessió de la ciutat; entre 1172 i 1173 les zones d'Adana, de Mopsuèstia, i de Tars van quedar al seu poder. El 1175 les fonts armènies parlen de l'arquebisbat a la ciutat i donen els noms de diversos arquebisbes (les fonts llatines no donen més que un nom).
El successor de Mleh fou Rubèn III, que a traïció va caure en mans de Bohemon III d'Antioquia; el seu germà Levon o Lleó II va aconseguir el 1184 el seu alliberament contra la cessió de Mopsuèstia, d'Adana i de TAll Hamdun (T'iln) i el pagament de 3.000 dinars. Poc van gaudir de les ciutats els croats doncs Rubèn III les va recuperar al cap de pocs mesos.
El 1189 va anar a Cilícia el nebot del catolicós GregorI, de nom Hethum (fill de Chotvanel de Taron), acompanyat del seu germà Shahinshah, i Lleó II d'Armènia Menor li va donar la mà de la seva neboda Alícia, filla de Rubèn III, i el govern de la ciutat de Msis; però el príncep no va gaudir gaire del govern i va morir dins el mateix any. El 1190 l'emperador del Sacre Imperi, Frederic Barba-roja, estava a punt d'anar a Síria, via Tars i Msis, quan es va ofegar al riu Kalykadnos; una part del seu exèrcit va anar llavors a Antioquia via Tars. Lleó II fou també el que va acordar facilitats comercials a Msis per a Gènova i Venècia (en aquell temps encara es podia arribar a la ciutat per vaixell des de la costa remuntant el riu). A la mort de Lleó II el 1219 Ramon Rupen d'Antioquia (1216–1219) va intentar ocupar el tron però va fracassar: va aconseguir ocupar Tars, però en l'atac a Msis fou fet presoner per Constantí de Barzrberd i va morir en presó el 1222.
Els rubènides van governar a Msis durant un segle amb tranquil·litat. Sota Hethum I (1219-1270) van tenir el període més brillant; a la ciutat se celebraven cada any les festes eclesiàstiques amb assistència dels senyors del regne. En una d'aquestes cerimònies el seu fill Lleó (III) fou fet cavaller quan tenia 20 anys. Després de la destrucció de Sis la capital es va establir a Msis. El 1266 Baybars I (en armeni Putukhtar, de l'arab Bundukdar), sultà mameluc d'Egipte, va enviar una expedició al regne dirigida pel príncep aiubita d'Hamat al-Malik al-Mansur ibn al-Mudhàffar (1244-1284), que va arribar fins al castell d'Amudayn (Kalat al-Amudayn) i fins a la regió de Sis, mentre el mameluc i futur sulta Qalàwun s'apoderava temporalment de Msis (els mamelucs li donaven el nom d'al-Masisa).
El 1269 un nou terratrèmol tornava a damnar la ciutat. La primavera del 1275 Baybars I va dirigir l'expedició a Armènia Menor en persona; governava ara Lleó III, fill d'Hethum; tota Cilícia fou devastada fins a Korikos; al-Massisa fou atacada el 26 de març, i després Sis. Els habitants foren massacrats i quasi totes les cases van ser incendiades abans de retirar-se; el gran pont anomenat en armeni Kantarat Msisay, fou destruït. El 1297/1298 un exèrcit manat pel general (amir) Says al-Din Kipčak, pel naib (governador-virrei) de Damasc Faris al-Din Ilbeki al-Saki al-Zahiri, pel naib de Safad Sayf al-Din Bizlar al-Mansuri i pel general Sayf al-Din Azaz al-Salihi, va entrar a la comarca de Sis i es van apoderar de Tall Hamdun, Hammus (Humaymis), Kalat Madjima, Sirfandikar, Hadjar Shughlan, al-Nukayr i Zandjfara (al-Massisa no és esmentada).
El 1320 l'arquebisbat llatí fou traslladat (per ordre del Papa Joan XXII) a Ayas, donats els atacs mamelucs que sovintejaven. El 1322 un exèrcit mameluc va travessar el riu Djayhan (diferent del Sayhan o Ceyhan tot i que s'ajuntaven a la desembocadura) per un pont de vaixells i van rodejar als armenis que s'estaven retirant cap a la ciutat d'al-Massisa o Msis. Entre els senyors morts s'esmenten a Hethum de Djilnoc, el seu germà Constantí, Wahram Lotik, Oshin fill del mariscal de l'exèrcit i 21 cavallers, a més de centenars de soldats. El 1334/1335 els mamelucs van fer una expedició de pillatge que va afectar Msis, Adana, Mlun (al-Mallun) i Tars.

### Mamelucs i otomans
La darrera invasió egícia es va produir el 1373/1374 i entre altres poblacions menors els egipcis van atacar Sis, Adana, Msis i Ayn Zarba; Lleó V d'Armènia Menor, assetjat durant 9 mesos a Ghaban el 1375 va haver de capitular. Msis va passar (amb el nom d'al-Massisa) als mamelucs. Després de diversos saquejos i destruccions la ciutat havia perdut importància i sota els mamelucs va acabar de perdre la que li quedava. Cilícia va passar als Ramazan-oğlu (Ramadan-oghlu). El 1467 Shah Suvar de Dhul-Kadr va fer conquestes a la regió però la ciutat d'al-Massisa no s'esmenta per la seva poca importància. Entre els Dulkadiroğulları i els Ramazanoğulları (Ramadanoghullari) van dominar la regió fins al 1516 quan la batalla de Mardj Dabik va aniquilar als mamelucs i va posar Cilícia i Síria en mans dels otomans.
El 1542 els otomans van construir a la població (barri de Kafarbayya) un kan per les caravanes de pas; amb això va subsistir lànguidament durant segles; el 1736, cinc arcs del pont romà van desaparèixer per una crescuda del riu però fou restaurat el 1766; el 1820 es va restaurar el kan. El juliol de 1832, l'exèrcit turc en retirada davant els egipcis després dels combats de Baylan, van fer volar el pont per retardar l'avenç d'Ibrahim Paixà d'Egipte. El 1850 encara es passava per una passarel·la improvisada.
Diversos viatgers europeus van visitar la ciutat entre el segle xv i el xix. El 27 d'abril de 1912 es va obrir el ferrocarril que anava de Dorak (sud de les muntanyes del Taure) a Mamura, al peu de l'Amanus, passant per Adana i Missis (l'estació a 2 km al nord), que era una branca del ferrocarril Istanbul-Bagdad.

### Període contemporani
Després de la guerra, el 1919 va ser ocupada pels francesos i s'hi van establir entre 1200 i 1500 armenis. El 27-28 de maig els turcs van bloquejar la guarnició francesa i el juny els francesos es van retirar a Adana. En entrar els turcs els armenis establerts recentment foren massacrats. La ciutat de Ceyhan va susbtituir a la vella ciutat. Missis va canviar el nom a Misis (1925). Tenia poc més de 1000 habitants el 1950. Abans de 1970 va canviar el seu nom a Yakapinar.

## Arquebisbes coneguts de Mopsuèstia o Msis, 1175-1370
- Arquebisbe del qual no es dona el nom 1162-1175
- David 1175-1206
- Joan I 1215-?
- Radulf ?-1234
- Arquebisbe del qual no es dona el nom 1234-1238
- Arquebisbe del qual no es dona el nom 1238-1266
- Sió 1266-1306?
- Constantí 1306-1316
- Joan II 1316-1332
- Esteve 1332-1342
- Basili 1342-1363
- Arquebisbe del qual no es dona el nom 1363-1370